# Maxus V90
Pour les articles homonymes, voir V90.
Le Maxus V90 est un modèle de fourgon utilitaire léger produit par Maxus. Il a été lancé lors du Salon de l'automobile de Shanghai de 2019. Le modèle visait à remplacer le Maxus V80.

## Aperçu

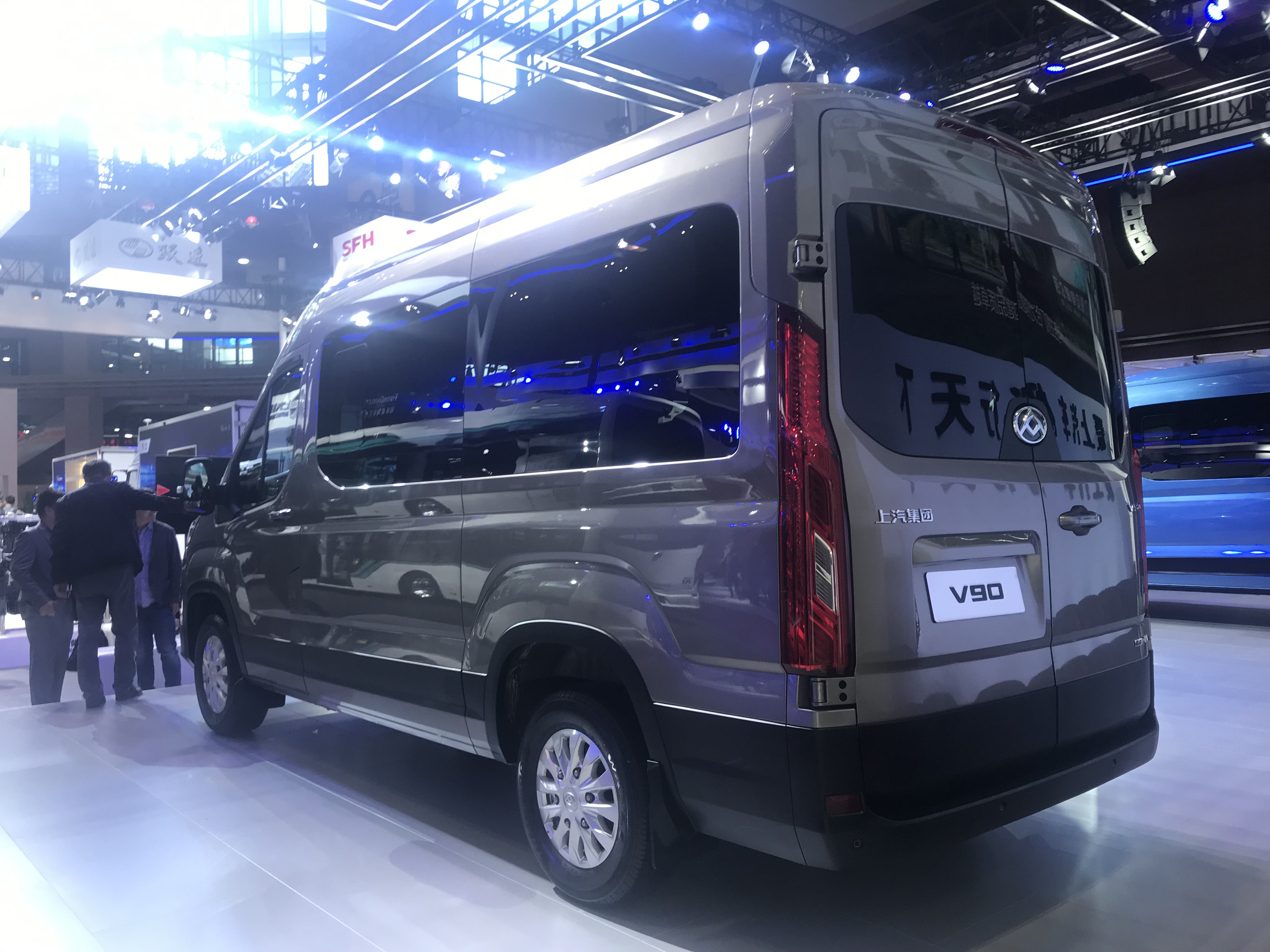
Maxus V90 vue arrière

Le V90 est lancé en 2019, qui est basé sur le V80, qui est un LDV Maxus rebadgé, le van est propulsé par un moteur turbodiesel VGT à quatre cylindres 2,0 L, qui développe 150 ch (110 kW) et 375 N m de couple,.
Au lancement, la fourchette de prix du Maxus V90 va de 150 000 à 290 000 yuans. Le Maxus V90 est équipé d'un moteur turbodiesel de 2,0 litres produisant 150 ch (110 kW) et 375 N m et répondant à la norme d'émission National Standard VI en Chine.